# Furuholmsskansen

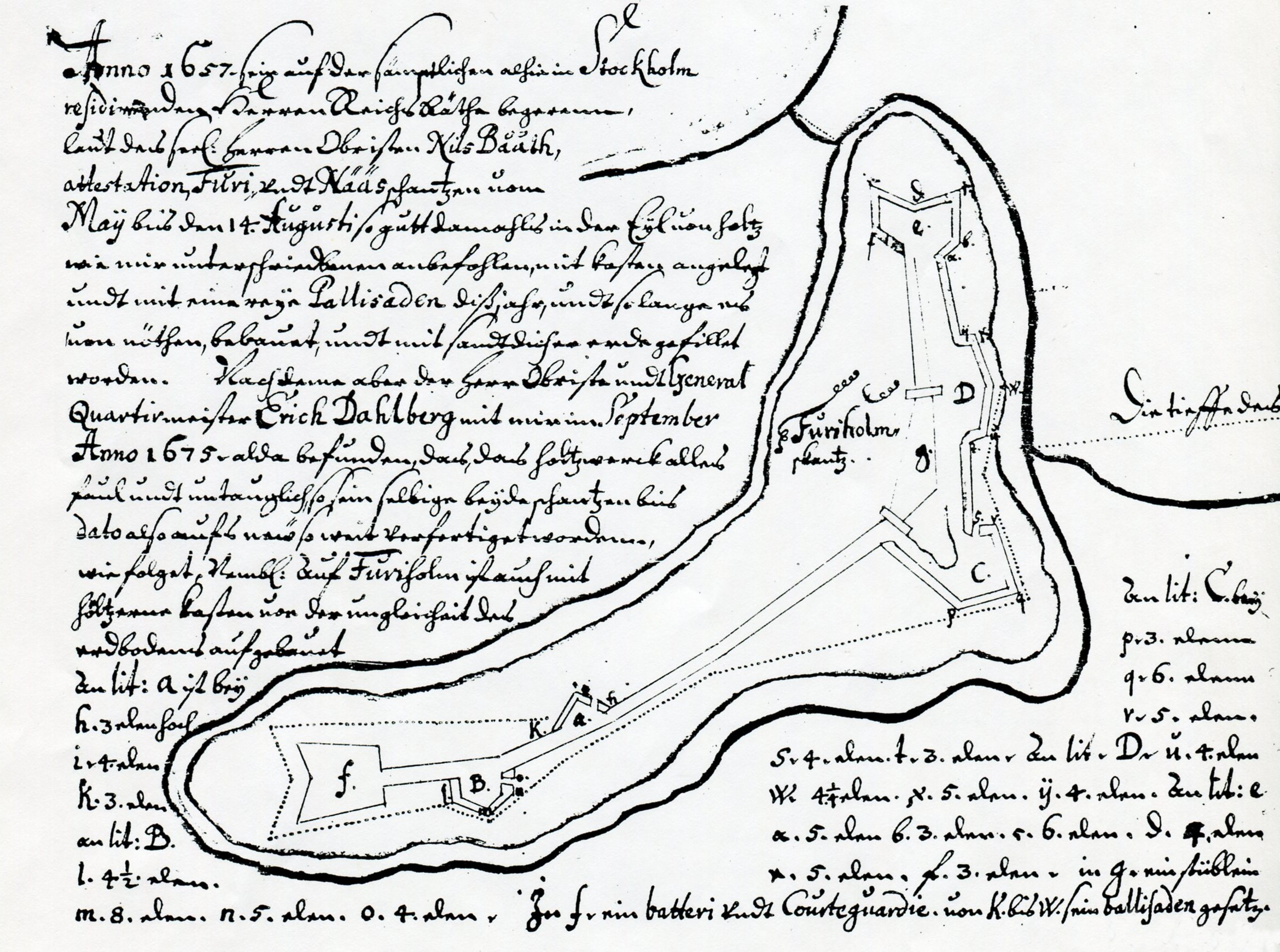
Ritning över Furuholmsskansen 1677.

Furuholmsskansen (äldre namn Sandholmsskansen och Furiholms skantz) var en skans från 1600-talet som låg väster om Skanssundet på Mörkö i nuvarande Södertälje kommun. Skansen byggdes 1623, förföll och moderniserades flera gångar och togs ur bruk först på 1920-talet. 
Furuholmsskansen var en av fyra skansar som gick under begreppet Hörningsholms skansar, namnet efter Hörningsholms slott. De tre övriga skansar var Hölö skans och Kasholmsskansen vid ömse sidor av Pålsundet samt Nässkansen och Furuholmsskansen på ömse sidor om Skanssundet. Samtliga fyra skansar skulle försvara den viktiga farleden till Södertälje.
Området heter numera Skansholmen och fungerar som långtidscamping för campingbilar och husvagnar.

## Bakgrund

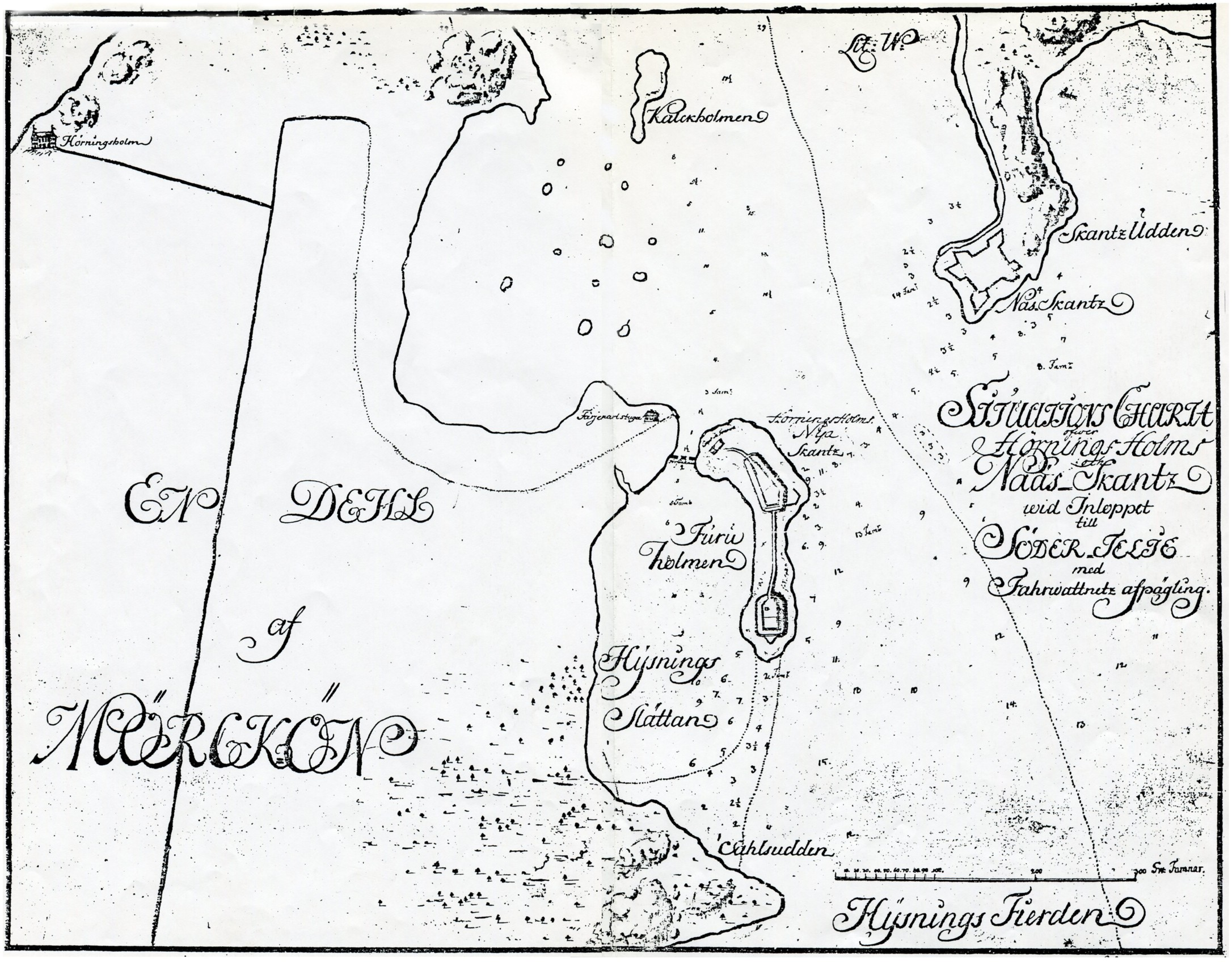
Situations-karta över Hörningsholms- och Nääs-skans vid inloppet till Södertälje med farvattenuppmätning, ca 1725.

Fram till början av 1600-talet var båda farlederna in mot Södertälje (öster och väster om Mörkö) obefästa. Först under Gustav II Adolf togs de första initiativen till ett fast försvar i området kring Hörningsholm. Anledningen var rykten att Sigismund av Polen 1623 drog samman en här vid Danzig för ett anfall mot Sverige. I all hast iståndsattes försvarsanordningar i Stockholms skärgård och fyra skansar uppfördes; Nässkansen, Furuholmsskansen, Kasholmsskansen och Hölö skans till skydd och försvar av farleden mot Södertälje. Ritningar upprättades på uppdrag av Axel Oxenstierna och arbetsstyrkan och bemanningen kom från Södermanlands regemente.
Det befarade polska anfallet kom aldrig och skansarna fick förfalla. I samband med krigsutbrottet mot Danmark 1657 moderniserades skansarna vid Hölö och Kasholmen “i hast och allvar” under ledningen av fortifikationsingenjören Johan Peter Kirstenius (son till Petrus Kirstenius).
Under förmyndarregeringen efter Karl X Gustav förföll skansarna igen på grund av saknande medel. Men vid nästa krig med Danmark 1675 skulle skansarna “med all flit uppbyggas och repareras”. Arbetena leddes då av Erik Dahlbergh.
Under rysshärjningarnas år 1719 bemannades Hörningsholmsskansarna av svensk trupp. Men truppens försvarsvilja var inte särskilt stor: hvilka likväl, avmarscherade dagen före fiendens ankomst. Befolkningen på Mörkö flydde sedan de avmarscherande trupperna lär ha sagt: nu slipper ni oss; men snart kommer andra som gör er mer ondt. Södertälje och kustbygderna däromkring brändes och härjades sedan av ryssarna, bland annat förstördes Hörningsholms slott. Men skadan kunde ha blivit ännu större om ryssarna hade fortsatt in i Mälaren där det var fritt fram att bränna och skövla oersättliga slott och herrgårdar.
Av citaten framgår att förhållandet mellan ortsbefolkning och trupper vid skansarna var spänt. Ofta användes lokala bönder som billig arbetskraft vid bygge och iståndsättning av skansarna. Efter fredsslutet med Ryssland 1721 upphörde befästningsarbetena "för att bönderna ej längre skall betungas". Vid 1700-talets mitt fanns förslag att bygga en helt ny befästningsanläggning vid Brandalsund, något närmare Södertälje, men planen genomfördes aldrig och istället upprustades skansarna vid Hörningsholm på nytt.

## Furuholmsskansen

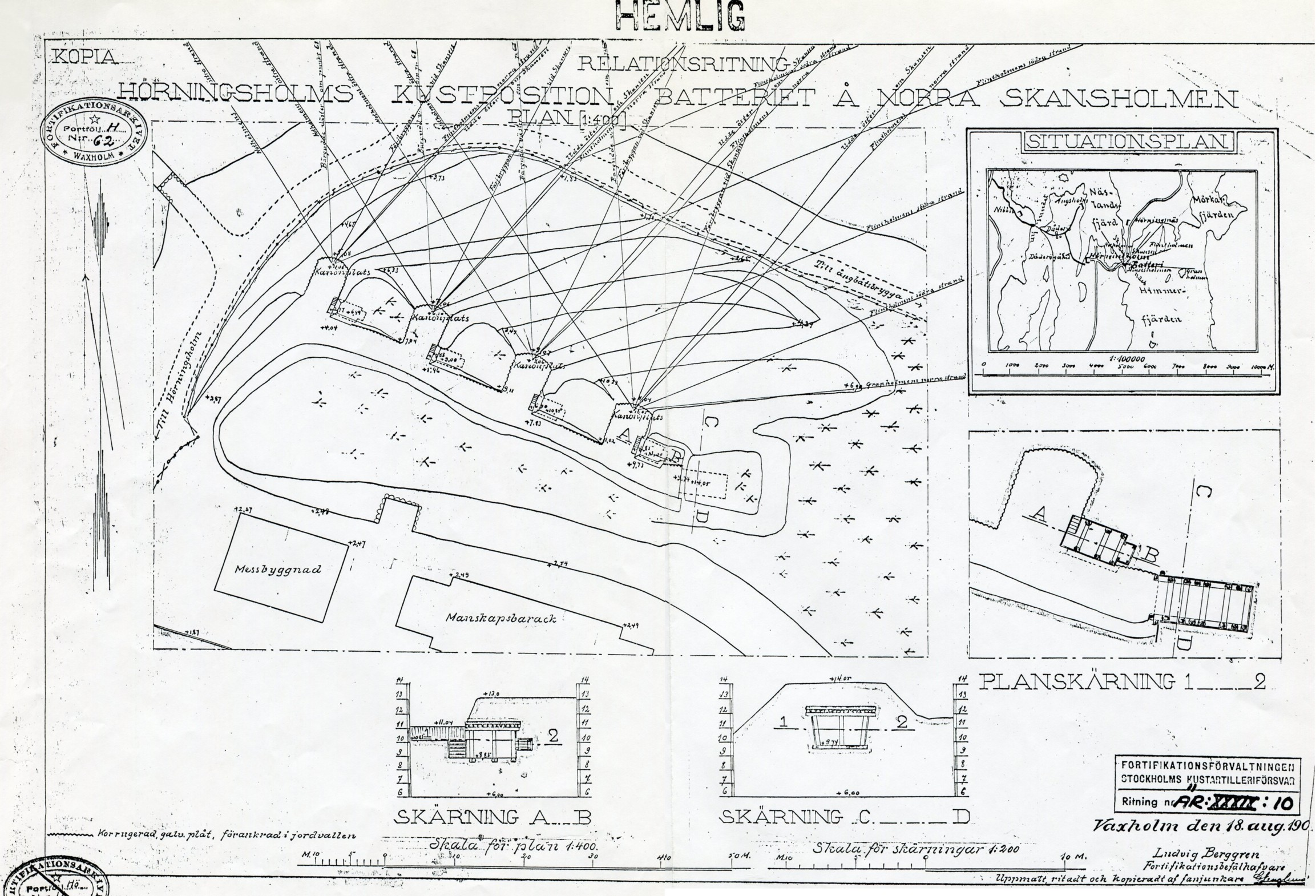
Relationsritning över kanonbatteriet på norra Skansholmen, 18 augusti 1906.

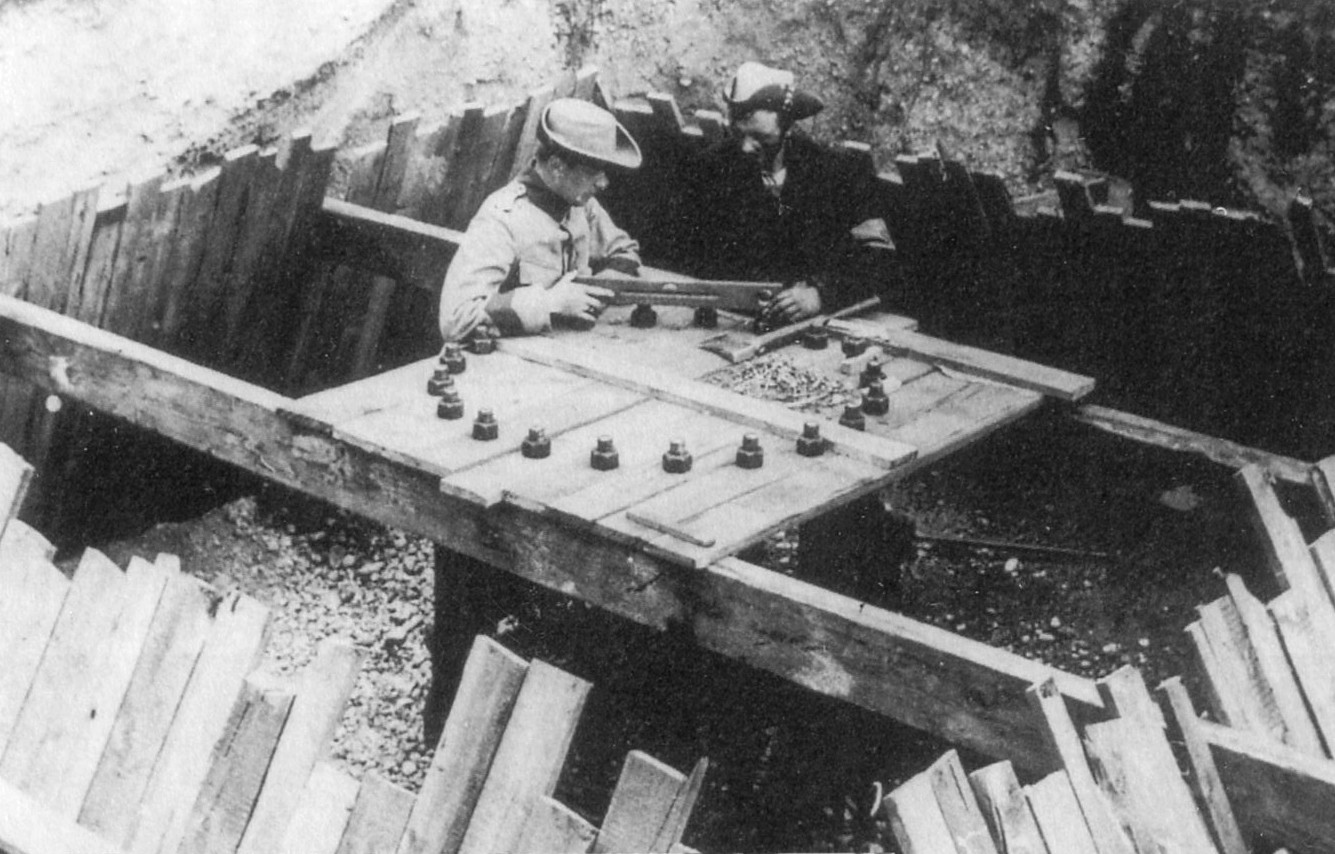
Mobilisering 1914, fundamentet till en 12 cm kanon gjuts, bultgruppen avvägs.

Dagens Skansholmen var på 1600-talet en holme men har genom århundraden av landhöjningen växt samman alltmer med fastlandet. Holmen har formen av en stövel, med sulan vänd ut mot Skanssundet. Hela holmen täcktes av skansens vallar och bastioner och blev därför mycket långsträckt, cirka 380 meter lång och 80 meter bred. I samband med krigsutbrottet med Danmark 1673 inspekterades skansen av fortifikationsingenjören Johan Peter Kirstenius på uppdrag av Erik Dahlbergh. När båda kom till platsen i september 1675 fann de att skansen var förfallen. Trävirket var ruttet och sand hade rasat in i skansen. År 1677 redogjorde Kirstenius för pågående arbeten och att en palissad hade byggts runt hela anläggningen. Trots stora ansträngningar från Kirstenius sida att bygga upp skansen fann generalmajor Henrik Fleming brister och skrev på sensommaren 1677 bland annat: Furuskantzen, wedh Hörningzholm belägen, hafwer iag besiktigat och finnes han sammanledes till defension ofärdigh….
På en karta visande Furuholmsskansen och Nässkansen på 1720-talet framgår att Furuholmen (dagens Skansholmen) är en ö, skild från Mörkö genom ett smalt sund. Furuholmsskansen betecknas Hörningsholms Nya Skantz och består av två delar förbundna med en vall. Djupet i Skanssundet är uppmätt i famnar, på västra sidan syns färjestugan och färdvägen över Mörkö till Hörningsholms slott. Ön Notholmen heter "Klackholmen" och Himmerfjärden kallas "Hysings Fierden".
Vid en besiktning 1828 framkom att Furuholmsskansen bara bestått av uppkastade bröstvärn framför små löpgravar samt att holmen var igenväxt och snårig. 1883 utfördes en minering i Skanssundet som omfattade totalt 40 minor och en tändstation på ön Notholmen. Först är 1902 när kustartilleriets bildandes fick området kring Skansholmen slutligen det försvar, som diskuterats sedan 1623. Skansholmen och  Notholmen förklarades som befästningsområde. I samband med mobiliseringen 1914 försattes anläggningen i "skarpt läge". På norra Sandholmen, nere vid stranden, anordnades fyra kanonbatterier med tillhörande värn, förläggningar, mässbyggnad och förråd. Befästningen lades ned 1927 enligt beslut i 1925 års riksdag. Därmed var 300 års försvarsansträngningar kring Skansholmen över.
Vid en undersökning av RAÄ 1958 var stora delar av anläggningen fortfarande bevarade. Idag (2011) har skansens vallar plantats ut och delvis grävts bort eller fyllts ut. Hela området nyttjas som uppställningsplats för husvagnar och campingbilar. En ensam kanon från första världskriget pekar ut mot sundet och påminner om den forna militärstrategiska betydelsen av området.

## Nutida bilder

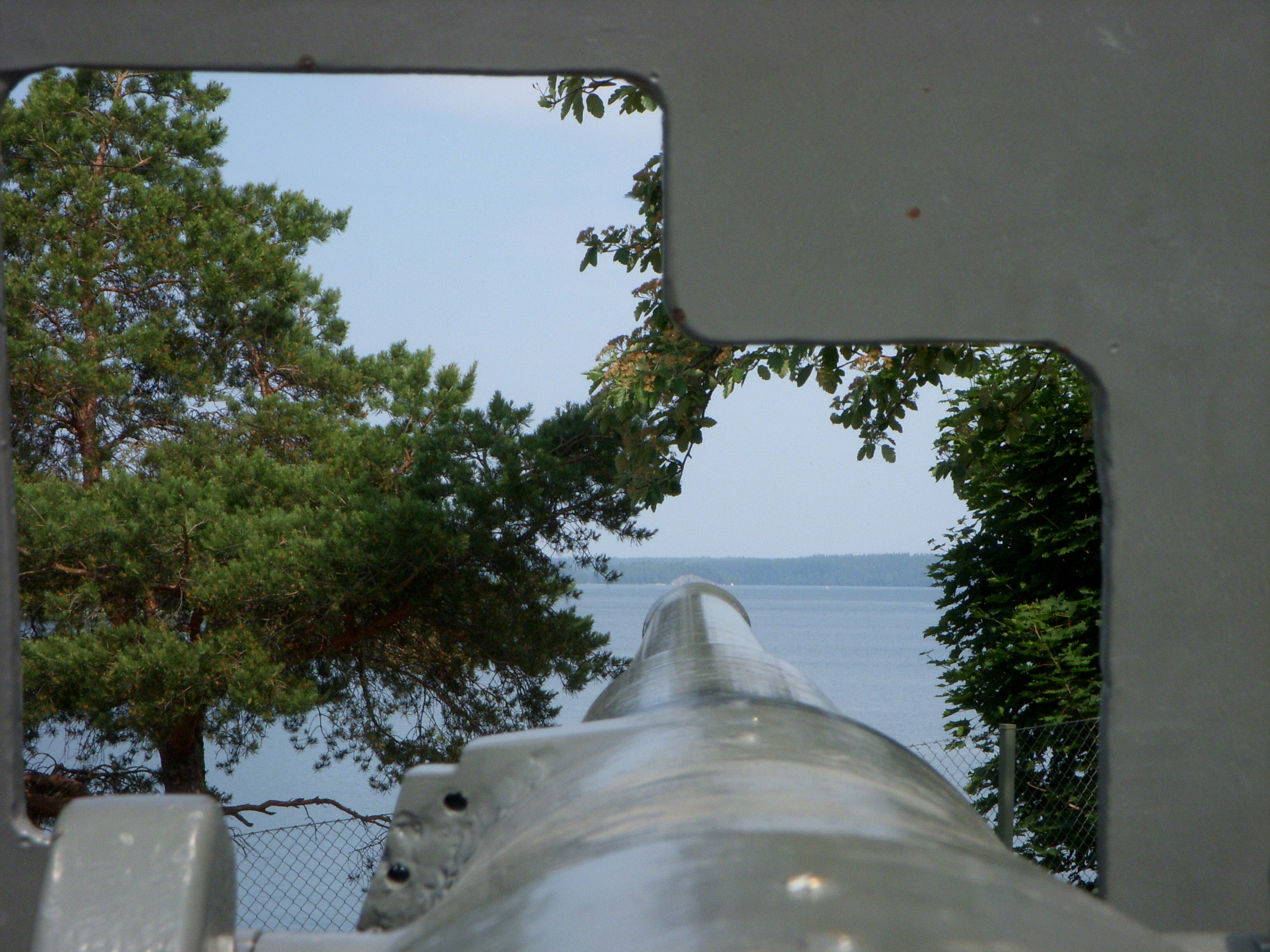
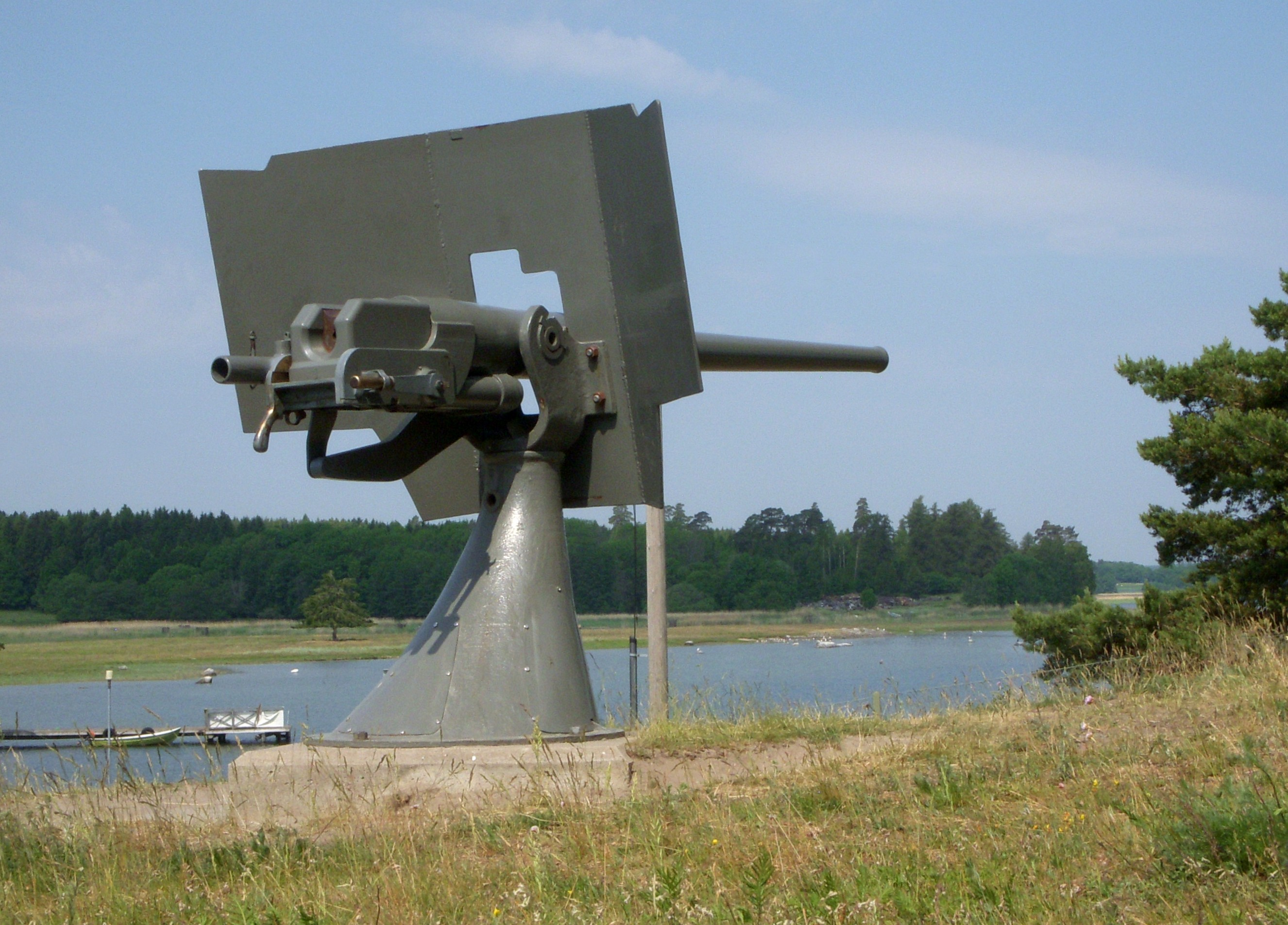
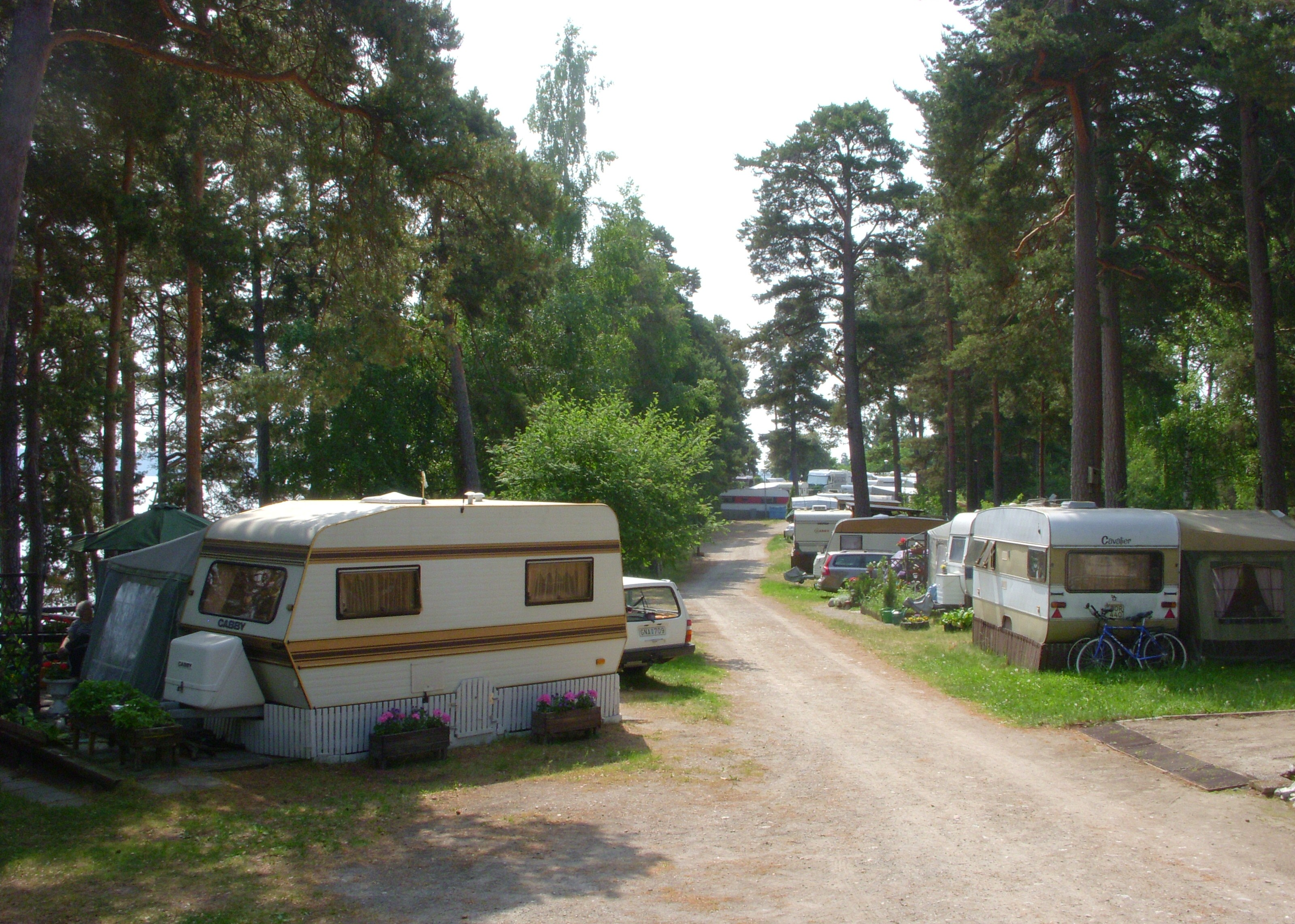
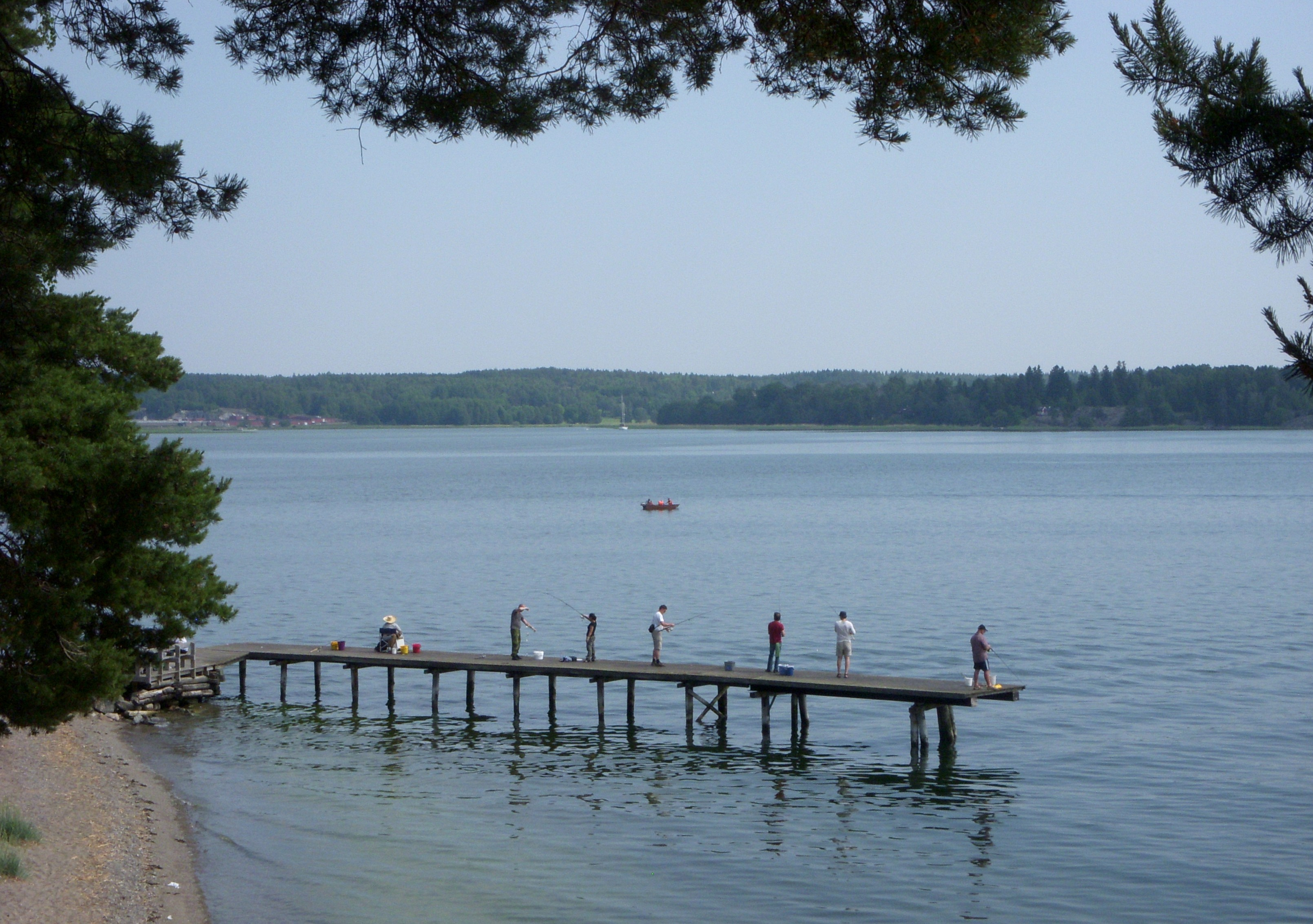